# 朗根瓦爾德湖

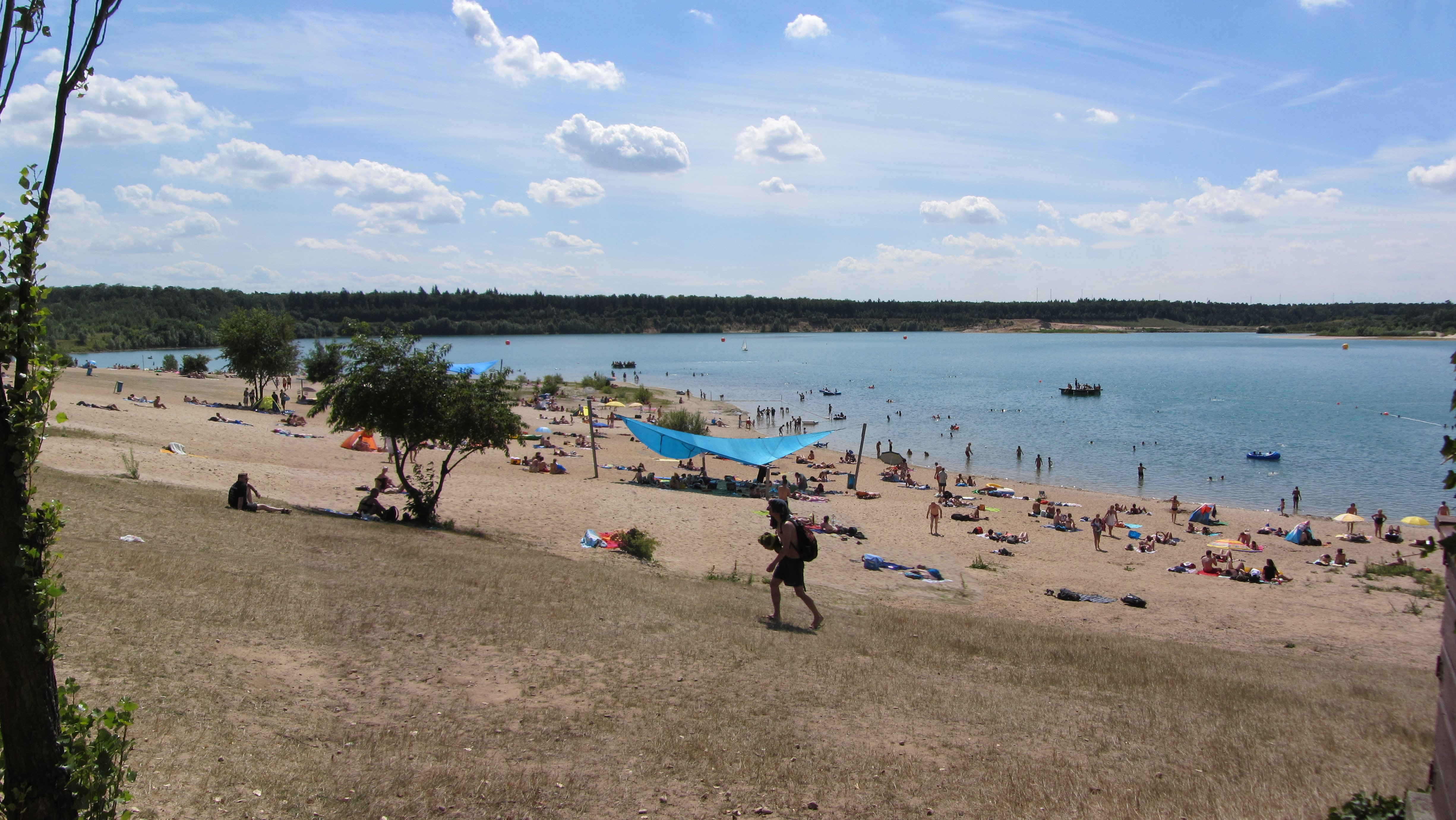

50°0′53″N 8°37′6″E / 50.01472°N 8.61833°E
朗根瓦爾德湖（德語：Langener Waldsee），是德國的湖泊，位於該國中部，由黑森州負責管轄，處於朗根，距離美因河畔法蘭克福以南約15公里，面積0.58平方公里，海拔高度115米，最大水深9米。